# Platypalpus ngomensis
Platypalpus ngomensis är en tvåvingeart som beskrevs av Smith 1969. Platypalpus ngomensis ingår i släktet Platypalpus och familjen puckeldansflugor. Inga underarter finns listade i Catalogue of Life.